# Pápasalamon
Pápasalamon là một thị trấn thuộc hạt Veszprém, Hungary. Thị trấn này có diện tích 13,96 km², dân số năm 2010 là 333 người, mật độ 24 người/km².